# Apollonienmarkt 16 (Stralsund)

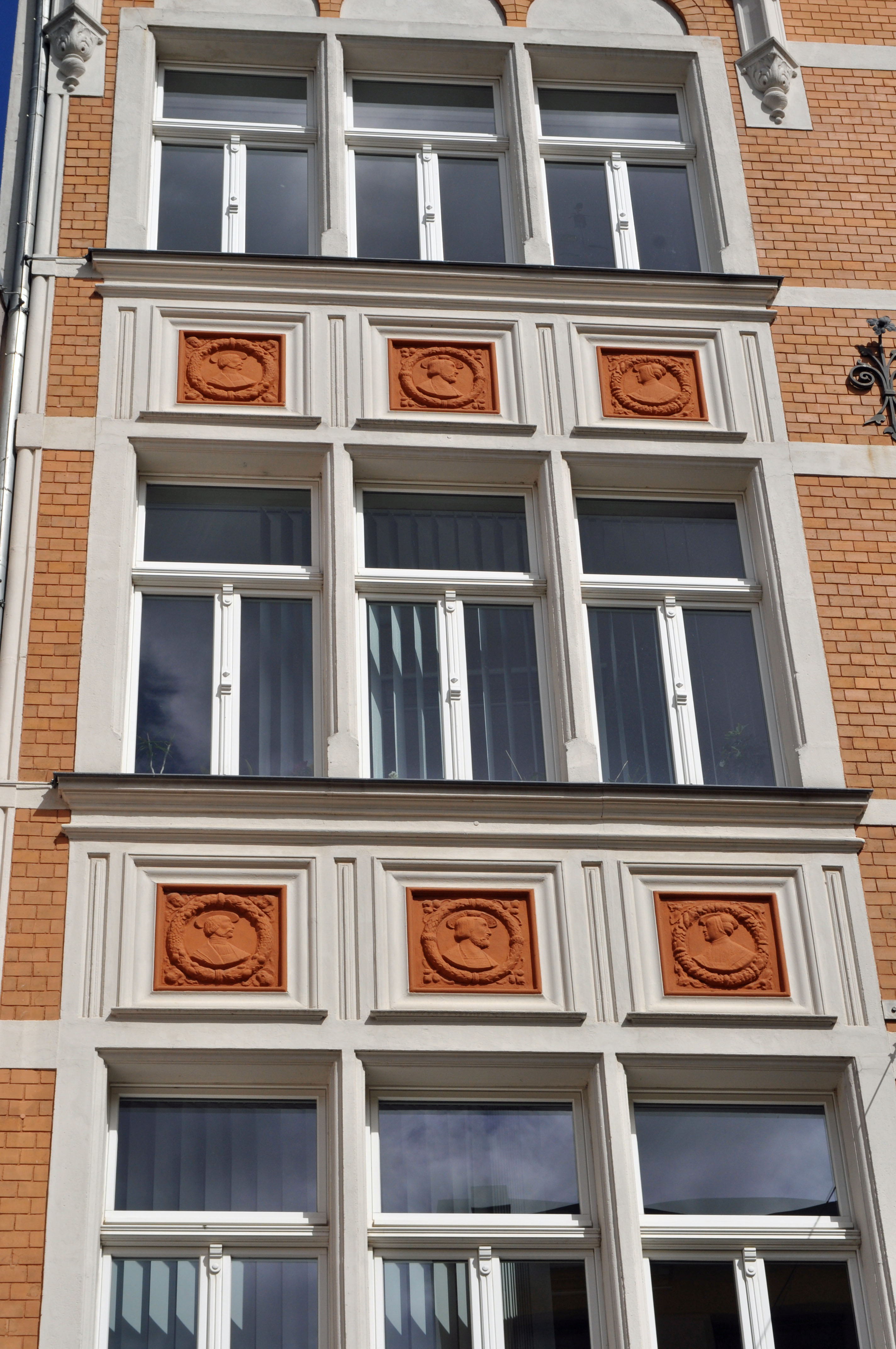
Terrakottamedaillons am Haus Apollonienmarkt 16 in Stralsund (2012)

Das Gebäude mit der postalischen Adresse Apollonienmarkt 16 ist ein denkmalgeschütztes Bauwerk am Apollonienmarkt in Stralsund.
Der viergeschossige Gebäude mit Schweifgiebel wurde im Jahr 1896 errichtet. Der Vorgängerbau mit der damaligen Adresse C 86a wurde um 1700 erstmals erwähnt, als es von einem Schuhmacher erworben wurde. Bis 1896 waren Schönfärber, eine Industrieschule für Kinder armer Eltern sowie eine Orgelwerkstatt Friedrich Albert Mehmels hier untergebracht. Als ein Tischlermeister das Gebäude im Jahr 1896 von Mehmels Erben erwarb, ließ der es abreißen und stattdessen das noch heute zu sehende Haus errichten. Ab 1914 beherbergte das Haus das Café Moldenhauer, es folgten mehrere Gaststätten, so die Skat-Gaststätte Kreuzbube und ab 1974 das Restaurant Grillka, das einzige Kaninchenrestaurant der DDR (Grillka war die Kurzform für Grillkaninchen). Im Jahr 1998 wurde das Gebäude von der Ostseezeitung erworben und saniert.
Die Fassade ist im Stil der Neorenaissance gestaltet. Die ersten drei Achsen sind durch einen krönenden Schweifgiebel hervorgehoben. Sechs Terrakottaplatten mit Bildnismedaillons, Kopien nach Statius von Düren, schmücken die Fassade.
Das Haus liegt im Kerngebiet des von der UNESCO als Weltkulturerbe anerkannten Stadtgebietes des Kulturgutes „Historische Altstädte Stralsund und Wismar“. In die Liste der Baudenkmale in Stralsund ist es mit der Nummer 50 eingetragen.